# شمال كانم
شمال كانم إحدى مقاطعات في كانم في تشاد تأسست بموجب مرسوم في 19.2.2008. كبرى حواضرها نوكو. وشمال كانم مقسم إلى 4 محافظات فرعية.